# Општина Вулкан (Брашов)
Вулкан (рум. Vulcan) општина је у Румунији у округу Брашов.
Oпштина се налази на надморској висини од 660 m.